# Sennecey-le-Grand
Sennecey-le-Grand [sɛnsɛ lə ɡʁɑ̃] ist eine französische Gemeinde mit 2911 Einwohnern (Stand 1. Januar 2022) im Département Saône-et-Loire in der Region Bourgogne-Franche-Comté. Sie gehört zum Arrondissement Chalon-sur-Saône und zum Kanton Tournus. Sennecey-le-Grand liegt an der Bahnstrecke Paris–Marseille.

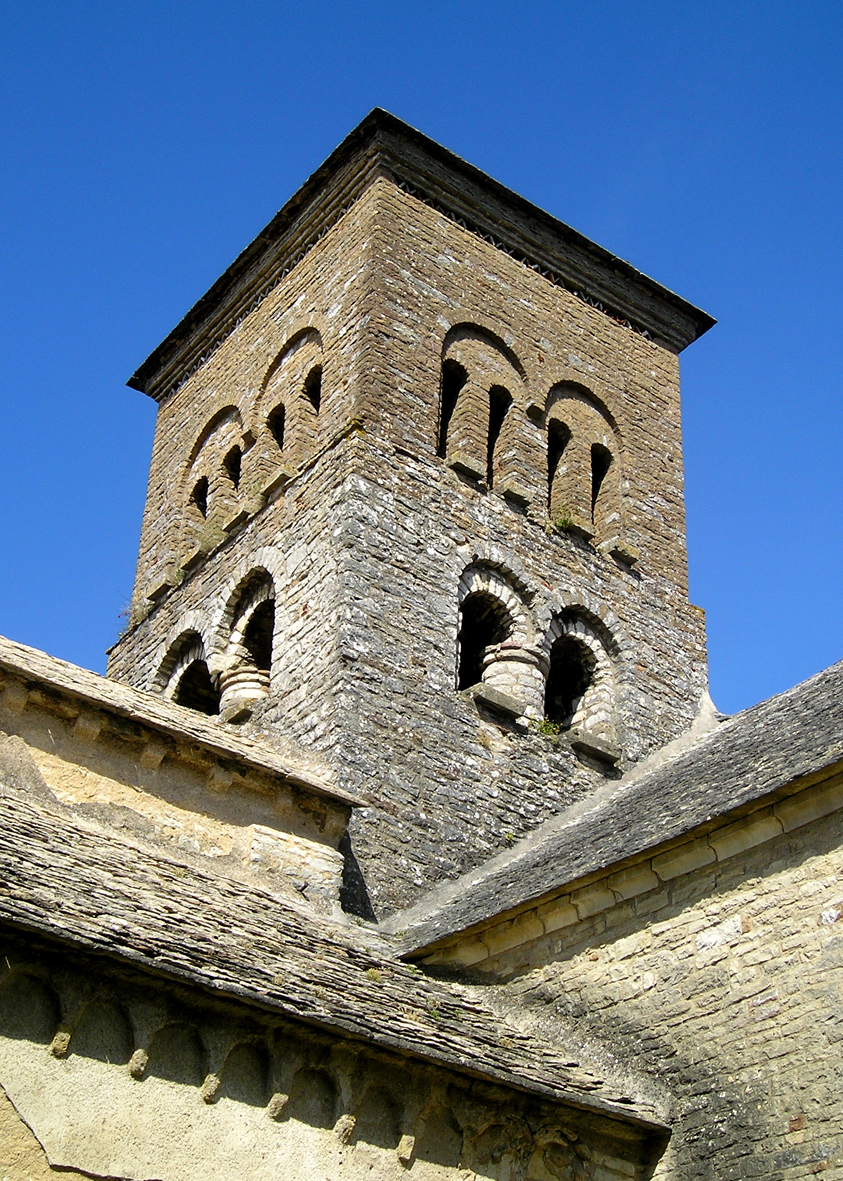
Glockenturm der Kirche Saint-Julien

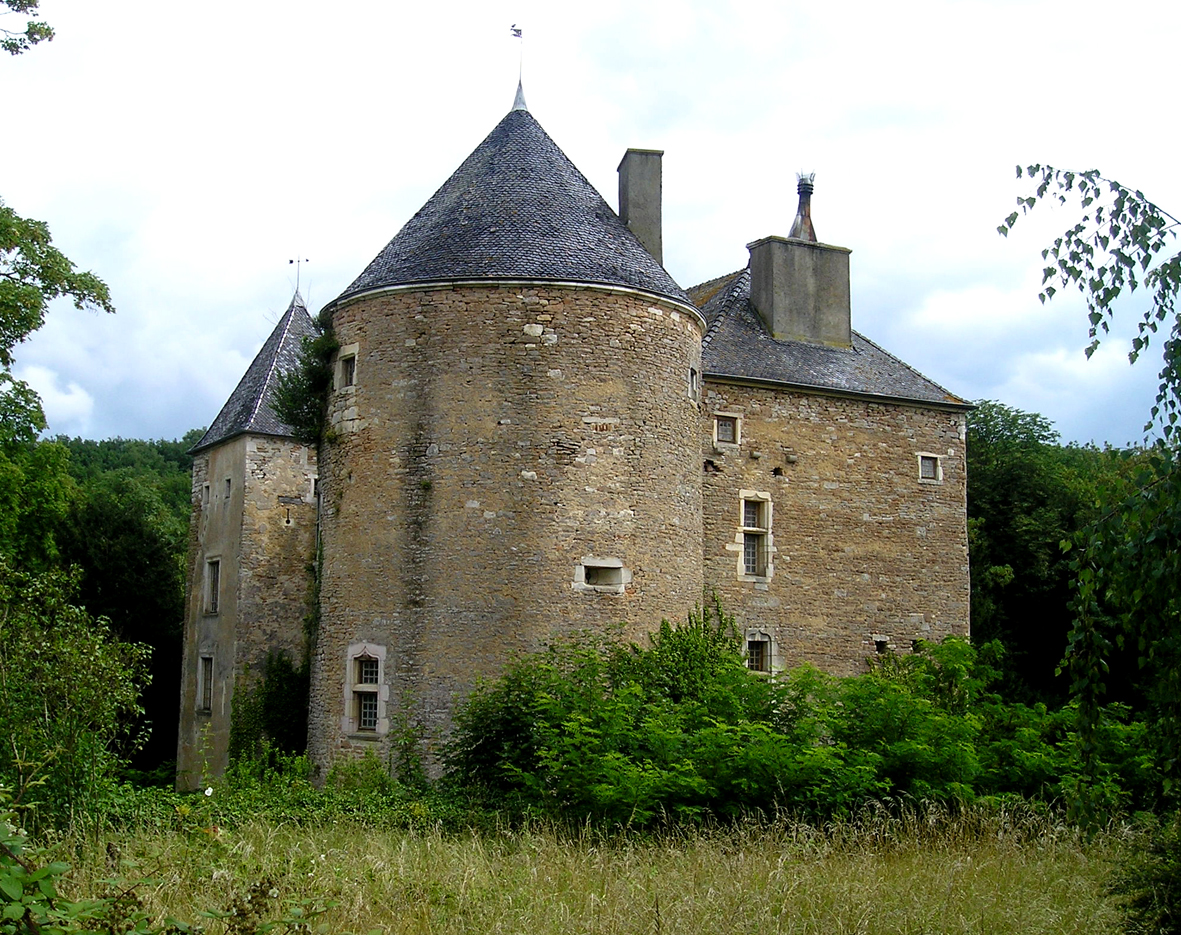
Château de Ruffey

## Bevölkerungsentwicklung
- 1962: 2030
- 1968: 2116
- 1975: 2269
- 1982: 2372
- 1990: 2568
- 1999: 2962

## Sehenswürdigkeiten
- Romanische Kirche Saint-Julien
- Château de Sennecey-le-Grand
- Château de la Tour de Sennecey
- Château de Ruffey
- Denkmal für die französischen Fallschirmjäger, die als Bestandteil des britischen Special Air Service an der Befreiung Frankreichs teilnahmen